# Zichy Rafael

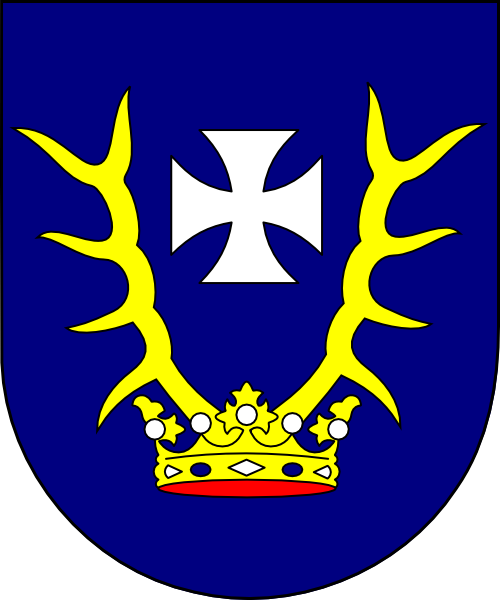
A Zichy család címere

Zicsi Zichy Rafael (fl. 1531–1584), Zala vármegye alispánja, földbirtokos.

## Élete
Az ősrégi dunántúli nemesi zicsi Zichy családnak a sarja. Apja Zichy Benedek (fl. 1482–1512), földbirtokos, anyja az ősrégi Rátót nemzetségbeli pákosi Paksy Judit (fl. 1521) volt. Az apai nagyszülei Zichy Benedek (fl. 1404-1467), földbirtokos és a Győr nemzetségbeli szerdahelyi Imreffy Anna (fl. 1458-1489) voltak; szerdahelyi Imreffy Anna szülei Szerdahelyi Imre (fl. 1411-1444), földbirtokos és Corbaviai Katalin voltak. Az anyai nagyszülei pákosi Paksy Lajos (fl. 1479-1489), diósgyőri várnagy, földbirtokos és parlagi Parlaghy Lúcia (fl. 1521) voltak; Paksy Lajosné Parlaghy Lúcia apja Parlaghy György (fl. 1452–1485), királyi ajtónállómester, Borsod vármegye főispánja, diósgyőri várnagy, földbirtokos. Anyai oldalon az elsőfokú unokatestvére Paksy Jób (fl. 1549-1588), Tokaj királyi várának kapitánya, földbirtokos, huszártiszt volt, aki 1552-ben védte az egri várat az ostrom alatt. Zichy Rafael nagynénjei Zichy Perpetua (fl. 1495), akinek a férje Maráczy László (fl. 1495), földbirtokos valamint Zichy Katalin (fl. 1474-1496), akinek a férje szenterezsébet Terjék András (fl. 1453-1484), földbirtokos voltak.
1543-ban Zichy Rafael Zala vármegye rovásadó-összeírója és adószedője volt. Ugyanakkor a vármegyében játszott szerepének fontosságát látszik igazolni, hogy Várdai Pál (1483–1549) esztergomi érsek utasítása alapján királyi emberként (homo regius) is feladatokat látott el. 1548-ban Zichy Ráfael új királyi adományt vesz Gutorföldére és egyben szerzett megerősítő királyi adományt az ősi birtokokra. 1549-ben Zichy Rafael földbirtokai Budafalva, Fintafalva, Jakabfalva, Mersölc, Vörcsök, és Zajk településeken feküdtek. Zichy Rafael pozícióinak az erősödésére és presztízsének növekedésére utal, hogy 1553-ban a Zala vármegyei nemesség megbízásából őt, illetve Rajky Gábort küldték a Magyar Kamarához vármegyéjük képviseletében. 1554 és 1555 között Zichy Rafael, mindketten Nádasdy Tamás servitorai, viseltek zalai alispánságot.

## Házasságai és leszármazottjai

A szentbalázsi Szele család címere

1531-ben feleségül vette a Zala vármegyei ősrégi nemesi származású szentbalázsi Zele Erzsébet (fl. 1531) kisasszonyt, akinek a szülei szentbalázsi Zele Balázs (fl. 1484–1503), zalavári várnagy, földbirtokos és a nádasdi Nádasdy családnak a sarja, nádasdi Nádasdy Zsuzsanna voltak. A menyasszonynak az apai nagyapja szentbalázsi Zele Antal (fl. 1473–1513), Zala vármegye alispánja, földbirtokos volt. Az anyai nagyszülei Nádasdy Ferenc (fl. 1494–1541), nagykanizsai várkapitány, földbirtokos és a szenterzsébeti Terjék családnak a sarja, szenterzsébeti Terjék Orsolya (fl. 1529) voltak. Zele Balázsné Nádasdy Zsuzsanna fivére báró nádasdi és fogarasföldi Nádasdy Tamás (1498–1562) a Magyar Királyság nádora. Zichy Rafaelné Zele Erzsébetnek az elsőfokú unokatestvére szentbalázsi Zele Jakab (fl. 1538–1571), nagykanizsai kapitány, földbirtokos. Zichy Rafaelné Zele Erzsébetnek a nagynénje szentbalázsi Zele Erzsébet, akinek a férje konschinai Konszky Péter (fl. 1507–1529), szlavóniai ítélőmester, földbirtokos, aki 1515. február 21-én címeres levelet szerzett. Zichy Rafael és szentbalázsi Zele Erzsébet házasságából született:
- Zichy György (fl. 1548–1604), Moson és Vas vármegye alispánja, földbirtokos. 1.f.:  sávolyi Josa Ilona. 2.f.: asszonyfalvi Ostffy Anna.
- Zichy Zsigmond (fl. 1544)
- Zichy János (fl. 1549)
- Zichy Tamás (fl. 1556), földbirtokos. Felesége: Baán Zsófia
- Zichy Margit. 1.f.: loósi Viczay Mihály. 2.f.: háshágy Háshágyi János
- Zichy Katalin. Férje: Szelestey Ferenc.
- Zichy Zsuzsanna
- Zichy Anna
- Zichy Orsolya. Férje: Fejér Gáspár
- Zichy Magdolna

Első felesége halála után elvette beregszói Hagymásy Anna úrhölgyet, akitől nem született gyermeke.